# Moodle
Moodle is opensourcesoftware voor elektronische leeromgevingen. Het wordt gebruikt door ongeveer 400.000.000 wereldwijde gebruikers. Moodle is beschikbaar in verschillende talen, waaronder het Nederlands.
Moodle is een webapplicatie. Het moet geïnstalleerd worden op een webserver. Daarna kan het beheerd en bekeken worden met een webbrowser. Moodle is vrije software die beschikbaar wordt gesteld onder een GPL-licentie.
In Nederland is Avetica de enige gecertificeerde Moodle Premium Partner. De versie van Moodle voor grote bedrijven heet Moodle Workplace en heeft veel meer hulpmiddelen om het online leren te managen en te automatiseren.

## Gebruikers
Er zijn drie soorten gebruikers in Moodle
- Beheerder: De beheerder onderhoudt Moodle voor een school. Hij heeft alle rechten. Hij maakt vakken aan voor leerkrachten en beheert de algemene instellingen.
- Leerkracht: De leerkracht beheert een of meerdere vakken. Hij vult het met informatie voor de leerlingen en beslist welke leerlingen toegang hebben tot zijn vak.
- Leerling: Een leerling die toegang heeft tot een vak, kan de informatie bekijken en meedoen aan verschillende soorten activiteiten die de leerkracht voor hem ter beschikking heeft gesteld.

## Activiteiten
Moodle bevat verschillende activiteitenmodules.
- Forum: In een forum kunnen leerlingen en leerkrachten discussiëren over een bepaald onderwerp.
- Opdracht: De leerkracht kan een opdracht formuleren voor de leerlingen. De leerlingen kunnen de oplossing uploaden of ze kunnen rechtstreeks op de elektronische leeromgeving een stukje tekst schrijven. De leerkracht kan de bestanden bekijken en beoordelen.
- Keuze: De leerkracht kan een vraag stellen en de leerlingen kunnen uit een lijst een antwoord kiezen. Een keuze wordt meestal gebruikt om een mening te peilen.
- Test: De leerkracht kan verschillende vragen stellen. Een test kan meerkeuzevragen, waar/onwaar-vragen, kort-antwoordvragen en koppelvragen bevatten. Deze activiteitenmodule kan automatisch verbeteren en cijfers toekennen.
- Chat: In een chat kunnen leerlingen en leerkrachten rechtstreeks discussiëren.
- Wiki: Met een wiki kunnen leerlingen samen aan één document werken. Iedereen kan de tekst wijzigen of uitbreiden.
- Bron: In Moodle kunnen bronnen toegevoegd worden door bestanden te uploaden naar de map "bestanden" en er naar verwijzen, door links naar internetbronnen maken en door direct tekstpagina's of webpagina's in te typen